# SuperSport TV
SuperSport Tv è un pacchetto di 11 canali televisivi sportivi visibili in Sudafrica tramite il provider DStv.

## Canali
| Numero canale | Servizio televisivo       | Nazione    |
| ------------- | ------------------------- | ---------- |
| 199           | SuperSport Variety        | Sud Africa |
| 200           | SuperSport Blitz          | Sud Africa |
| 201           | SuperSport GrandStand     | Sud Africa |
| 203           | SuperSport Premier League | Sud Africa |
| 204           | SuperSport LaLiga         | Sud Africa |
| 209           | SuperSport WWE            | Sud Africa |
| 210           | SuperSport Action         | Sud Africa |
| 214           | SuperSport Tennis         | Sud Africa |
| 215           | SuperSport Motorsport     | Sud Africa |
| 218           | SuperSport ESPN           | Sud Africa |
| 222           | SuperSport Football Plus  | Sud Africa |

## Programmi
SuperSport TV trasmette in esclusiva le seguenti competizioni:
- Olympic Games
- Winter Olympic Games
- Commonwealth Games
- All Africa Games

### Cricket
- International cricket in South Africa
- 1 Day Cup
- T20 Domestic Series
- ICC Cricket World Cup
- ICC Champions Trophy
- Indian Premier League
- Stanbic Bank 20 Series
- Champions League Twenty20
- International cricket in Australia
- International cricket in Bangladesh
- International cricket in England
- International cricket in India
- International cricket in New Zealand
- International cricket in Pakistan
- International cricket in Sri Lanka
- International cricket in West Indies
- International cricket in Zimbabwe

### Calcio
- Premier Soccer League
- Nedbank Cup
- Telkom Knockout
- MTN 8
- Telkom Charity Cup
- National First Division
- FIFA World Cup
- UEFA Champions League
- UEFA Europa League
- Premier League
- FA Cup
- League Cup
- The Championship (South Africa only)
- Primera División
- Serie A
- Campeonato Brasileiro Série A
- Bundesliga
- Ligue 1
- Kenyan Premier League
- Kagame Interclub Cup

### Rugby
- Super Rugby
- Tri Nations
- Six Nations Championship
- Currie Cup
- Vodacom Cup
- Varsity Cup
- French Top 14
- Guinness Premiership
- Heineken Cup

### Golf
- The Masters
- U.S Open
- The Open Championship
- PGA Championship
- PGA Tour
- European Tour
- Sunshine Tour
- Nedbank Golf Challenge

### Tennis
- Torneo di Wimbledon
- Roland Garros
- Australian Open
- US Open
- ATP World Tour
- WTA Tour

### Motori
- Formula One
- MotoGP
- Superbike World Championship

### Ciclismo
- Tour de France